# Luis de la Cruz

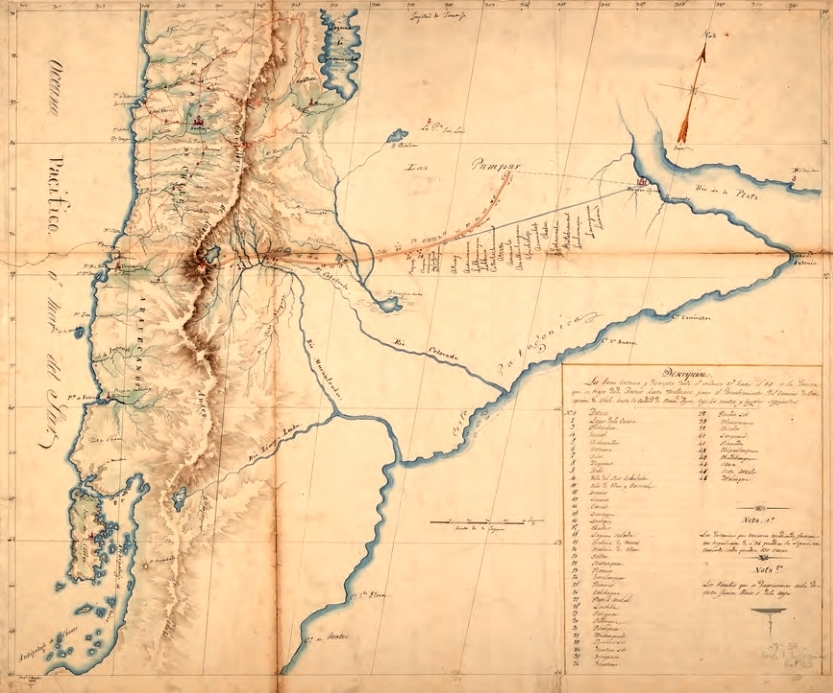
Mapa del viaje de Luis de la Cruz, de Concepción a Buenos Aires en 1806.

Luis de la Cruz y Goyeneche (Concepción, 25 de agosto de 1768 - Santiago, 1828), fue un político, militar y explorador chileno.

## Origen
Su padre, Pablo De la Cruz, había nacido en Villa de Tabernas (España) en 1714 y era militar de profesión, el que llegó a Chile en 1740 y luego de una dilatada carrera muere en Concepción en 1794; y su madre era Antonia de Goyeneche y Lope de Lara, fue miembro de una numerosa familia integrada, además, por otros seis hermanos: José, Pablo, Mariana, Manuela, Antonia y Nieves De la Cruz Goyeneche. 

### Matrimonio e hijos
Se casó con Josefa Prieto Espinosa, con quien tuvo cinco hijos, uno de los cuales, José María de la Cruz Prieto, llevaría adelante una importante carrera política y militar, y a través de Él es el abuelo de Delfina de la Cruz, futura primera dama de Chile.

## Político, militar y explorador
En 1792 fue procurador de Concepción y, cuatro años más tarde alcalde de la misma ciudad. En 1791, se había integrado al ejército español con el grado de teniente de caballería de la milicia de Concepción.
Siendo alcalde de Concepción realizó una célebre exploración en 1806 para hallar un camino más directo entre Concepción y Buenos Aires. Para tal efecto fue acompañado de Justo Molina quien había concretado el año anterior un viaje similar en sentido opuesto. De la Cruz con un pequeño grupo de españoles e indios pehuenches, al que se agregaron luego indios ranqueles, partió del Fuerte Ballenar (cerca de Antuco, Chile), cruzó la cordillera de los Andes por el paso Pichachén, para atravesar luego el norte de la actual provincia argentina de Neuquén, el sur de Mendoza, toda La Pampa, noroeste de Buenos Aires y Sur de Santa Fe, arribando finalmente a Melincué.
En su carrera militar fue alcanzando relevancia en la lucha por la independencia de Chile. En 1811 fue elegido diputado para el primer Congreso nacional y en 1814 supo del del cautiverio en diversas cárceles (Chillán, Callao, Valparaíso, Isla de Juan Fernández). En 1817, recobró la libertad, luego de la victoria del General San Martín en la Batalla de Chacabuco. Fue hombre de confianza de Bernardo O'Higgins y miembro de Junta Suprema Delegada, reemplazándolo por algún tiempo en 1817 y 1818 como jefe supremo interino de la República. Durante este período se produjo la proclamación de la Independencia de Chile.

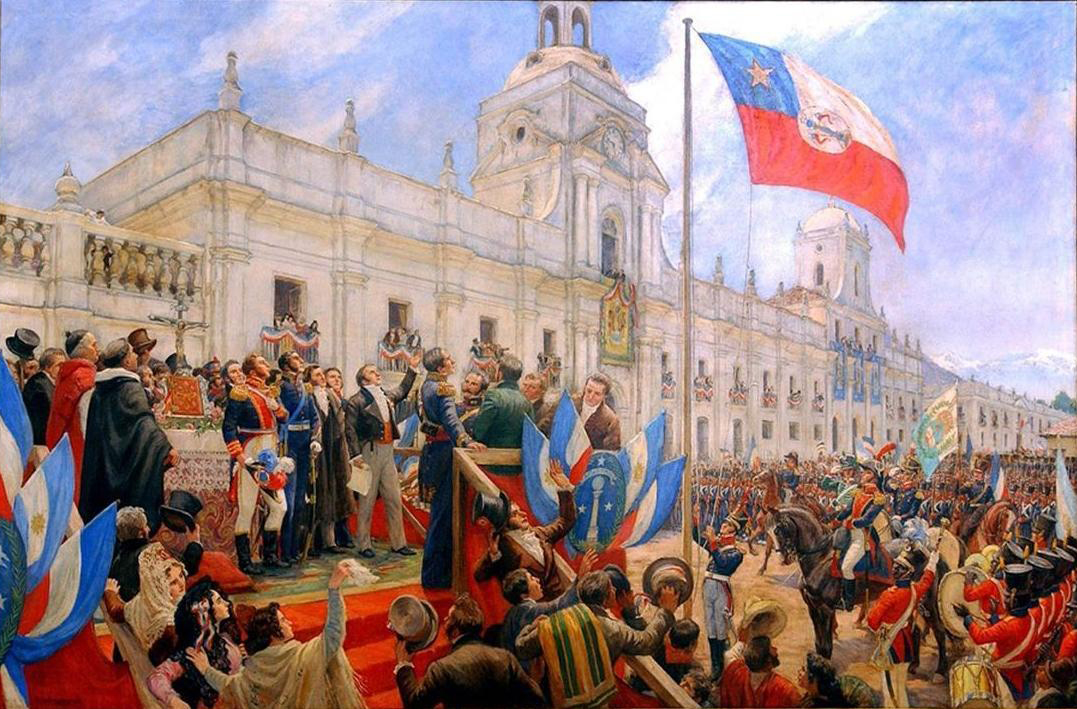
Proclamación y jura de la Independencia de Chile, por Pedro Subercaseaux (1945). Luis de la Cruz presidió esta ceremonia en calidad de Director Supremo delegado, el 12 de febrero de 1818.

El 23 de febrero de 1818 una asamblea popular decidió que Goyeneche compartiese el poder con Manuel Rodríguez Erdoiza. Rodríguez planeaba un levantamiento popular para hacerse con el poder por lo que Goyeneche pidió ayuda a O'Higgins, el cual se hizo cargo del poder.
Con O'Higgins en el poder, Goyeneche fue nombrado gobernador de Talca; en 1821 fue enviado a Perú para concluir las operaciones militares de la Expedición Libertadora del Perú. Sus acciones militares le valieron el ascenso a general el 25 de marzo de 1822.
Su muerte se produce en Santiago de Chile hacia octubre de 1828, cuando contaba con 60 años de edad. Descansa en el Cementerio General de dicha ciudad.

## Nota
1. ↑  En la escena recreada aparece erróneamente Bernardo O’Higgins, quien en realidad se encontraba en Talca el 12 de febrero de 1818.